# عضاض
العضاض (الاسم العلمي: Dentex)، جنس أسماك بحرية من فصيلة الأسبورية.

## الأنواع
يوجد حاليًا 14 نوعًا معروفًا في هذا الجنس:
- Dentex abei Iwatsuki, Akazaki & Taniguchi, 2007 (Yellowfin seabream)
- Dentex angolensis Poll & Maul, 1953 (Angolan dentex)
- Dentex barnardi Cadenat, 1970 (Barnard's dentex)
- Dentex canariensis Steindachner, 1881 (Canary dentex)
- Dentex carpenteri Iwatsuki, S. J. Newman & B. C. Russell, 2015 (Yellow snout seabream) [1]
- Dentex congoensis Poll, 1954	(Congo dentex)
- عضاض شائع (كارولوس لينيوس, 1758) (Common dentex)
- Dentex fourmanoiri Akazaki & Séret, 1999 (Fourmanoir's seabream)
- Dentex gibbosus (قسطنطين صموئيل رافينسك, 1810) (Pink dentex)
- Dentex hypselosomus بيتر بليكر, 1854 (Yellowback seabream)
- Dentex macrophthalmus (ماركوس إليسر بلوخ, 1791) (Large-eye dentex)
- Dentex maroccanus اشيل فالنسيان, 1830 (Morocco dentex)
- Dentex spariformis J. D. Ogilby, 1910 (Saffronfin seabream)
- Dentex tumifrons (كونراد جاكوب تمينك & هيرمان شليغل, 1843) (Crimson seabream)